# Drepanulatrix monicaria
Drepanulatrix monicaria är en fjärilsart som beskrevs av Achille Guenée 1858. Drepanulatrix monicaria ingår i släktet Drepanulatrix och familjen mätare. Inga underarter finns listade i Catalogue of Life.